# Vince Flynn

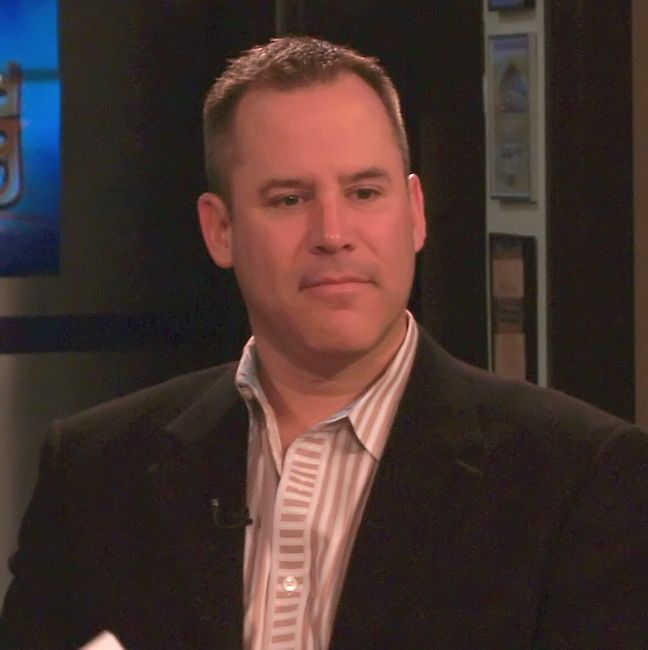
Vince Flynn

Vince Flynn (ur. 6 kwietnia 1966, zm. 19 czerwca 2013 w Saint Paul) – amerykański pisarz.
Ukończył studia na Uniwersytecie Świętego Tomasza w Saint Paul w stanie Minnesota. Jego thrillery polityczne publikowane od 1999 roku zyskały dużą popularność w Ameryce i w Europie.
W 1999 roku ukazała się książka „Przejęcie władzy” o agencie CIA Mitchu Rappie. Zapoczątkowała cały cykl utworów o jego losach.

## Seria o Mitchu Rappie
Mitch Rapp jest przedstawiony przez autora jako tajny agent CIA do walki z terroryzmem. Jego głównym zadaniem jest udaremnianie ataków terrorystycznych na Stany Zjednoczone pochodzących z Bliskiego Wschodu. Bohater to skuteczny i nieustępliwy agent skłonny do podjęcia działań bardziej zdecydowanych niż powszechnie i prawnie przyjęte. Jego stała frustracja wynikająca z procedur i biurokracji jest głównym czynnikiem charakteryzującym całą serię.
- Term Limits (1997) – ISBN 0-671-02317-9
- Transfer of Power (1999) – ISBN 0-671-02319-5
- The Third Option (2000) – ISBN 0-671-04731-0
- Separation of Power (2001) – ISBN 0-671-04733-7
- Executive Power (2002) – ISBN 0-7434-5395-6
- Memorial Day (2004) – ISBN 0-7434-5397-2
- Consent to Kill (2005) – ISBN 0-7432-7036-3
- Act of Treason (2006) – ISBN 0-7432-7037-1
- Protect and Defend (2007) – ISBN 978-0-7432-7041-0
- Extreme Measures (2008) – ISBN 978-1-4165-9939-5
- Pursuit of Honor (2009) – ISBN 978-1-4165-9516-8

Vince Flynn pozostaje królem wyrafinowanej politycznej narracji

Zmarł na raka prostaty w wieku zaledwie 47 lat.